# Kolonia Straszewska
Kolonia Straszewska – wieś w Polsce położona w województwie kujawsko-pomorskim, w powiecie aleksandrowskim, w gminie Koneck.
W latach 1975–1998 miejscowość administracyjnie należała do województwa włocławskiego.